# 謝鎰
謝鎰（1497年—？），字萬卿，直隸徽州府祁門縣人，民籍，明朝政治人物。

## 生平
嘉靖七年（1528年）戊子科應天府鄉試第三十八名舉人。嘉靖十四年（1535年）中式乙未科會試第三百五名，登第三甲第五十四名進士。授山東歷城縣知縣。

## 家族
曾祖謝碩；祖父謝玘；父謝傅，母王氏。慈侍下。